# Marieke De Maré
Marieke De Maré (1985-) is een Belgisch schrijver, radio- en theatermaker. 

## Biografie
De Maré behaalde in 2007 haar diploma Master in de Dramatische Kunsten aan het Herman Teirlinck Instituut Antwerpen. Ze geeft les aan verschillende kunstacademies en werkt als kunstenaar met zowel geschreven als gesproken woord. 
Haar carrière ging van start met De liefde van meneer Bert, een voorstelling van Kopergietery Gent in een regie van Eva Bal. Later bracht ze samen met Maud Vanhauwaert haar eerste eigen voorstelling Het begint goed in Theater Malpertuis. Intussen bleef ze actief met het schrijven en vertellen van verhalen, het verzorgen van presentaties en performances, en het geven van theaterateliers voor jongeren bij onder meer Larf, Kopergietery, Vrijstaat-o en Mus-e. In Theater De Schaduw realiseerde ze een bewerking van Lodewijk De Koningspinguin en voor Klara in het Paleis maakte ze met vocaal ensemble Encantar de jongerenvoorstelling Prikkeltje Toch. Voor Concertgebouw Brugge maakte ze samen met Capriola Di Gioia de productie All for love. Met haar monoloog Ik denk dat wat mij vervult sneeuwwitte doorschijnende liefde is trok ze door Vlaanderen. Daarnaast maakte ze als freelancer radioverhalen voor Radio 1, Radio 2 en Klara. 
In 2012 regisseerde ze voor het eerst een zelfgeschreven jongerenproductie, Bubbels. Een jaar later creëerde ze een poëtische installatie voor de productie Du Bist Alles tijdens het theaterfestival Boulevard in Nederland. Daarnaast werkte ze mee aan een nieuwe voorstelling van vzw Brandung, in opdracht van het Concertgebouw Brugge. Voor het Festival van Vlaanderen Mechelen schreef en regisseerde ze de monoloog Let’s all be quiet for a while, met operazangeres Els Mondelaers. Samen met cellist Benjamin Glorieux maakte ze de performance Berg, eveneens in opdracht van het Concertgebouw Brugge. In 2021 werkte ze met het ensemble Les Abbagliati aan een nieuwe productie. Verder schreef ze een theatertekst voor het Spiegeltheater in Roeselare en regisseerde ze de voorstelling La Barca, uitgevoerd door het Roeselaars Kamerkoor onder leiding van Bart Naessens. 
In maart 2020 verscheen haar debuutroman Bult, gevolgd door Ik ga naar de schapen in februari 2024. Haar werk is omschreven als "verraderlijk eenvoudig, maar er schuilt een wereld achter die De Maré geduldig tot ons laat komen". Ze evoceert stiltes, die "meer zeggen dan duizend woorden". Sindsdien schreef ze teksten voor DwB, Symfozine, Sounds now, Reiefestival… Ze besteedt ook aandacht aan de erkenning van vrouwelijke auteurs zoals Patricia De Martelaere, Maria Rosseels en Patricia Lasoen. 
Sinds september 2023 is ze met Lara Taveirne stadsschrijver van Brugge. Samen organiseren ze schrijfateliers onder de naam De Avonden om de persoonlijke verhalen te verzamelen die verborgen zijn achter alledaagse gevels.

## Projecten
- 2018-2022 - Marieke maakte tussen 2018 en 2022 deel uit van DUOBAAN XL, een trio dat grenzen opzoekt tussen muziek, performance, klank, geluid en poëzie.
- 2020 - Erfgoedmysteries: podcastreeks met 5 erfgoedverhalen uit Zuid-West-Vlaanderen.[9]
- 2023 - Dit is geen appel, te zien op het Reiefestival 2023, herhaald in de H. Magdalenakerk in 2024. Een sociaal artistieke installatie van LARF! met videokunstenares Ilke De Vries, Marieke De Maré en de leerlingen van Hotel- en Toerismeschool Spermalie.
- 2023 - Het gedicht Soms wou ik dat mijn ruggengraat zo stevig was schreef ze voor de warmste week 2023. Het werd op postkaarten verspreid en ze las het voor in het Warmste Dorp te Brugge, december 2023.
- 2024 - Voor het festival In Flux, een festival van beeld en verbeelding over Zeebrugge in transitie, maakte ze een een audio-opname op basis van de verhalen van De Avond in Zeebrugge.
- 2024 - Het gerestaureerde Magdalenahospice te Brugge werd op 10 oktober 2024 ingehuldigd met een kort gedicht van Marieke de Maré, gekapt in steen door Pieter Boudens.[10]

## Bekroningen en nominaties
- Met haar radioverhalen voor de VRT werd ze twee keer genomineerd voor de Prix Europa.
- 2021 - Nominatie Confituur Boekhandelsprijs voor Bult[11]
- 2024 - F. Bordewijk-prijs voor Ik ga naar de schapen[12]
- 2025 - Confituur Boekhandelsprijs voor Ik ga naar de schapen[13][14]